# Lijnzaadolie

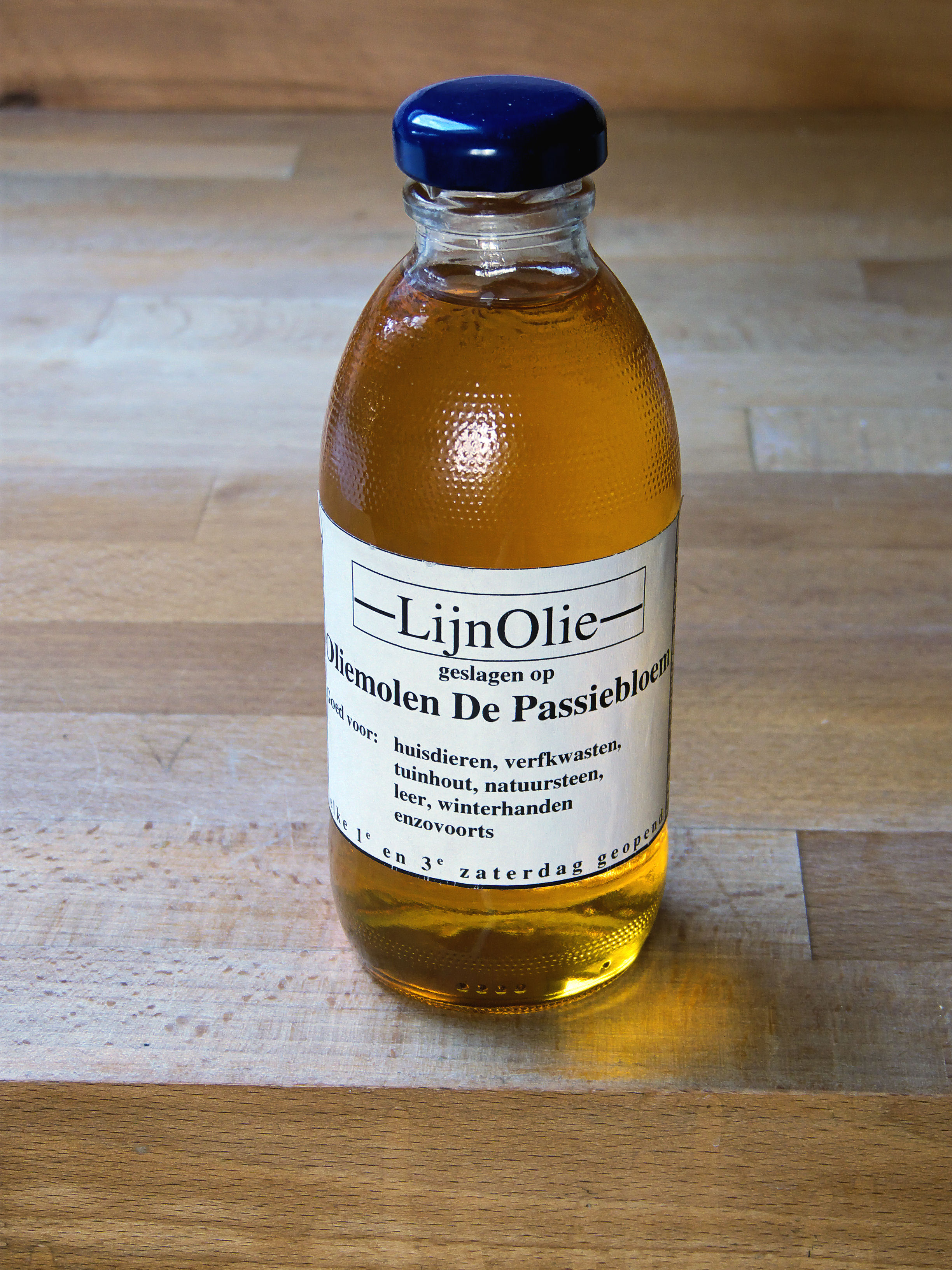
Lijnolie van een oliemolen

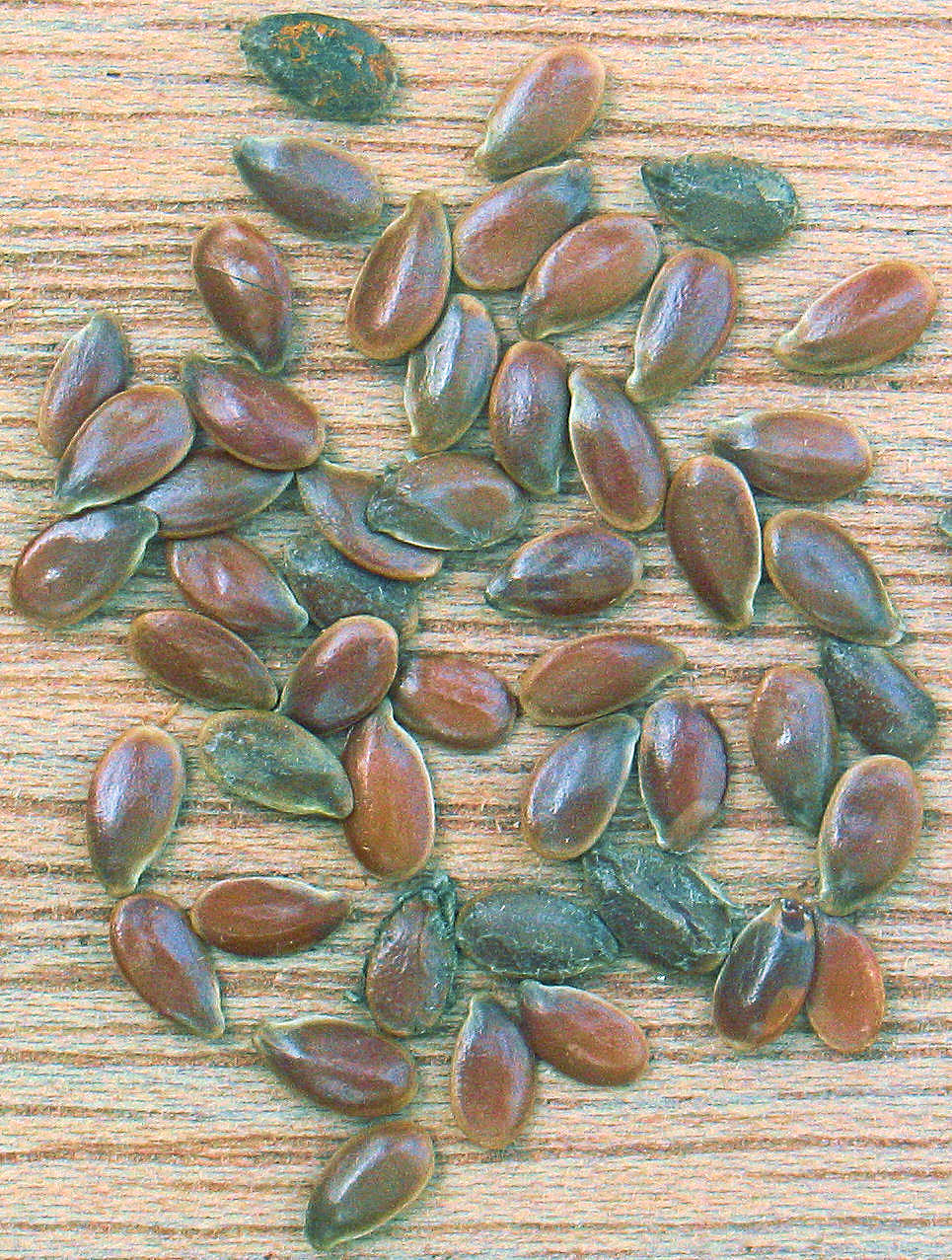
Zaden van olievlas

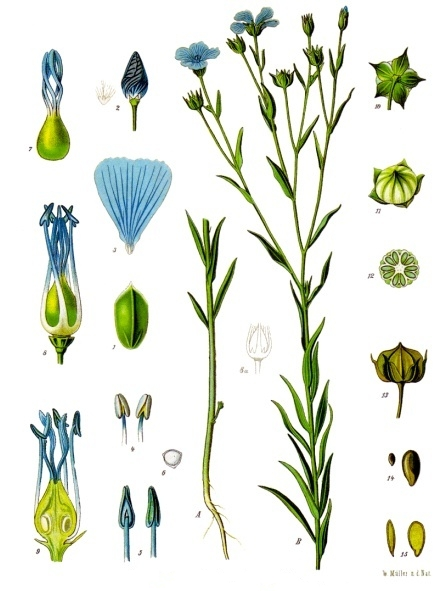
Vlas, bron: Köhler (1887)

Lijnzaadolie of kortweg lijnolie is olie afkomstig uit de zaden van olievlas. Olievlas hoort tot dezelfde soort als vezelvlas (vlas, Linum usitatissimum) maar verschilt van vezelvlas doordat de planten van olievlas kort en sterk vertakt zijn en die van vezelvlas lang en weinig vertakt. De zaden van olievlas bevatten ongeveer 40% olie.
Lijnolie wordt gemaakt door de zaden van olievlas uit te persen. Het restant van de vlaszaden wordt als lijnkoeken voor veevoer gebruikt. Bij het telen van vlas ten behoeve van de olieproductie is dus een hoge zaadopbrengst van belang.
Lijnolie moet in donkere flessen bewaard worden, omdat de olie onder invloed van (zon)licht in kwaliteit achteruitgaat.

## Toepassing

### Industrieel gebruik
Het product wordt als rauwe lijnolie, gekookte lijnolie (standolie) of als flax oil (vlasolie) op de markt gebracht. Lijnzaadolie is het belangrijkste  onderdeel van linoleum. Verder wordt het gebruikt voor het maken van zeep en kunsthars. Ook wordt het gebruikt in brood.
Lijnolie is in Europa een van de vroegst gebruikte oliën voor verdere verwerkingen. Het is een bestandsdeel van diverse verfsoorten waaronder van oudsher olieverf. Ook kan het gebruikt worden als basis voor vernislak. Daarnaast wordt lijnolie gebruikt voor de conservering van ongeverfd hout en van visnetten. Deze gebruiken zijn gebaseerd op het uitharden (polymeriseren) van de olie. Er zijn twee soorten lijnolie: rauw en gekookt. Rauwe lijnolie hardt minder snel uit dan de gekookte variant. "Gekookte" lijnolie is meestal niet in temperatuur verhoogd maar heeft metaalzouten (met name kobalt) die het polymeriseren katalyseren.
Met lijnzaadolie verontreinigde lappen kunnen, door het polymeriseren, brandgevaarlijk zijn. Als lappen of keukenpapier met lijnzaadolie op een hoop worden gelegd kan er een exotherme chemische reactie optreden, met warmteontwikkeling tot gevolg. Dit heet 'broei' en kan tot brand leiden. Er wordt daarom geadviseerd om lappen en doeken waar lijnzaadolie in zit, vlak op te hangen om de lappen te laten drogen.
Ook in schoonmaakmiddelen vindt men lijnolie, onder andere in vloeibare vloerzeep (mousse de lin).

#### Geschiedenis
Lijnzaadolie werd tot ongeveer 1930 uit vlaszaad gewonnen in oliemolens en met oliewringers en handmolens. Er zijn diverse molens waar nog steeds olie geslagen wordt. In het Noorden en Oosten van Nederland zijn dat De Passiebloem in Zwolle, de Woldzigt in Roderwolde, De Wachter in Zuidlaren, de Oostendorper watermolen in Haaksbergen, Pelmolen Ter Horst in Rijssen, Noordmolen in Ambt Delden en de Korenmolen in Eerbeek. In de Zaanstreek slaan nog steeds De Bonte Hen, Het Pink en De Zoeker olie. In Zuid-Nederland doen de Kilsdonkse Molen in Dinther, de Holten's Molen in Deurne, de Collse Watermolen in Eindhoven en de Leumolen in Nunhem dat. In het Nederlands Openluchtmuseum in Arnhem produceert de ros-oliemolen ambachtelijk geslagen lijnolie. In België wordt in de Laermolen, een onderslag watermolen, te Hoogstraten ook nog lijnzaadolie geslagen.

### Menselijke consumptie
Lijnzaadolie is niet geschikt voor bakken en braden, aangezien alfa-linoleenzuur sterk onverzadigd en daarom zeer oxidatiegevoelig is. Koudgeperste lijnzaadolie wordt (onverhit) wel gebruikt als bron van omega 3-vetzuren, vanwege het hoge gehalte alfa-linoleenzuur. Het gehalte aan omega-3-vetzuren in lijnzaadolie is het hoogste van alle plantaardige oliën. Er is overigens wel vlaszaad ontwikkeld waarin het gehalte alfa-linoleenzuur via genetische technologie omlaag is gebracht. Lijnzaadolie wordt wel gebruikt om gietijzeren en stalen pannen van een beschermend laagje te voorzien, zodat ze geschikt zijn om in de keuken te gebruiken. Dit wordt het inbranden van een pan of bakvorm genoemd.
Lijnolie van een gewoon olievlasras heeft de volgende samenstelling:
- Linoleenzuur >50%
- Linolzuur 10-20%
- Oliezuur 10-20%
- Stearinezuur <10%
- Palmitinezuur ongeveer 5%
- Eicoseenzuur <1%
- Erucazuur <1%

Borageolie · Castorolie (Wonderolie) · Jatrophaolie · Katoenzaadolie · Kokosolie · Koolzaadolie · Lijnzaadolie · Maisolie · Olijfolie · Palmolie · Palmpitolie · Pindaolie · Raapolie · Rijstolie · Saffloerolie · Sesamolie · Sojaolie · Teunisbloemolie · Walnootolie · Zonnebloemolie